# 金田一少年の事件簿 (テレビドラマ)
『金田一少年の事件簿』（きんだいちしょうねんのじけんぼ）は、同名漫画『金田一少年の事件簿』を原作とした日本のテレビドラマ。
日本テレビ系で連続ドラマ5本、単発ドラマ6本が放送されている。また、第2シリーズは映画化作品も公開（1997年12月13日/東宝）されている。

## 概要
名探偵・金田一耕助の孫、金田一一（きんだいち はじめ）が、幼なじみの七瀬美雪、警視庁の剣持勇警部と様々な難事件を解決する推理ドラマ。決め台詞は「ジッチャンの名にかけて!」、「謎はすべて解けた!」。

### キャスト
第1シリーズの続編に当たる第2シリーズ（合わせて初代金田一）を除き、その後の作品ではキャスト・スタッフが異なり、設定も別個独立のものになっている。メインキャストはそれぞれ、次のとおりである。
|        | 金田一一役 | 七瀬美雪役   | 剣持勇役   | 明智健悟役 | 佐木役     | 高遠遙一役 | 速水玲香役 | いつき陽介役 | 真壁誠役   |
| ------ | ---------- | ------------ | ---------- | ---------- | ---------- | ---------- | ---------- | ------------ | ---------- |
| 初代   | 堂本剛     | ともさかりえ | 古尾谷雅人 | 池内万作   | 原知宏     | （未登場） | 中山エミリ | 利重剛       | 佐野瑞樹   |
| 二代目 | 松本潤     | 鈴木杏       | 内藤剛志   | （未登場） | 長谷川純   | 藤井尚之   | 酒井若菜   | （未登場）   | （未登場） |
| 三代目 | 亀梨和也   | 上野樹里     | 加藤雅也   | （未登場） | （未登場） | （未登場） | （未登場） | （未登場）   | （未登場） |
| 四代目 | 山田涼介   | 川口春奈     | 山口智充   | （未登場） | 有岡大貴   | 成宮寛貴   | （未登場） | （未登場）   | 浅利陽介   |
| 五代目 | 道枝駿佑   | 上白石萌歌   | 沢村一樹   | （未登場） | 岩﨑大昇   | （未登場） | （未登場） | 渡辺大       | 細田佳央太 |

堂本はこの作品が連続ドラマ初主演作でもある。また、山田はこれ以前に『金田一…』と同作者陣である『探偵学園Q』のドラマ版に準主人公・天草流（リュウ）役で出演している。
ゲストでは、連続ドラマ第1シリーズにおいて窪塚洋介（「首吊り学園殺人事件」深町充役）、連続ドラマ第2シリーズにおいて鈴木杏（「金田一少年の殺人」都築瑞穂役）、連続ドラマ第3シリーズにおいて成宮寛貴（「黒死蝶殺人事件」斑目揚羽役）、綾瀬はるか（「魔犬の森の殺人」二ノ宮朋子役）がテレビドラマ初出演を果たしている。

### エピソード
ドラマオリジナルのエピソードが製作されたことはなく、原作漫画および小説版、CDブック版の原作があるエピソードのみが放送されている。
四代目シリーズまでは実写化作品としては新エピソードのみを放送してきたが、五代目シリーズでは新エピソードに加え現代視点で再構築した初のリメイク版のエピソードも制作され、初代で放送された「学園七不思議殺人事件」、「金田一少年の殺人」、「飛騨からくり屋敷殺人事件」の3作品はおよそ四半世紀ぶりとなるリメイク版が作られた（内、「首無し村殺人事件」のタイトルでドラマ化した「飛騨からくり屋敷殺人事件」は「首狩り武者殺人事件」のタイトルでリメイクされている）。

### 放送体制
連続ドラマは四代目シリーズまでは全て夏クール、『土曜ドラマ』枠（通称「土9」、21:00 - 21:54）での放送となっていたが、五代目シリーズは春クール、『日曜ドラマ』枠での放送となった。
2014年については同一曜日にアニメ『金田一少年の事件簿R』が放送されており、アニメとドラマの両方が同じ日に放送される形となった。

## 初代（1995年 - 1997年）
連続ドラマ第1・2シリーズ「金田一少年の事件簿」、単発ドラマ「学園七不思議殺人事件」、「雪夜叉伝説殺人事件」（スペシャル）、劇場版「上海魚人伝説」の5作品が制作された。
演出家・堤幸彦の出世作である。美雪役のともさかは、第1シリーズ第2話「悲恋湖殺人事件」に別役でも出演しており、一人二役を演じている。

## 二代目（2001年）
「21世紀の金田一少年」として、キャスト・スタッフともに一新された。
美雪役の鈴木杏は連続ドラマ第2シリーズにて別役で出演している。また、主演の松本潤は先代の堂本が主演した同局のドラマ「向井荒太の動物日記 〜愛犬ロシナンテの災難〜」の最終回のおまけシーンに金田一役のバトンタッチとして登場している。ビデオ・DVDのジャケットには制服姿(学ランとセーラー服)の一と美雪が写っているが、本編では不動高校のシーンがないため、制服姿の2人はほとんどない。
連続ドラマ第3シリーズ「金田一少年の事件簿」、単発ドラマ「魔術列車殺人事件」が制作された。

## 三代目（2005年）
吸血鬼伝説殺人事件
日本テレビ系で2005年9月24日、土曜21:00 - 23:09に放送された。主な登場人物の設定・性格は大幅に変更されている。
歴代シリーズでは唯一、単発ドラマのみで連続ドラマ版が制作されなかった。翌年、6月11日に一度再放送が行われて以降長年ソフト化されなかったが、2022年10月5日にBlu-rayとDVDの発売が決定した。なお本放送当時のものではなく後述する再編集版をソフト化する。
2022年3月8日に地上波再放送（関東ローカル）、及び動画配信サービスhulu（同年8月31日までの期間限定配信）とTVerで配信開始された。但し、本放送後に起きた不祥事の影響で田中聖と中丸雄一の出演シーンは全カット、一部シーンの入れ替えや、本放送時冒頭で説明されていた一と美雪がペンションに向かった理由をテロップで説明するカットが再編集で追加された。

## 四代目（2013年 - 2014年）
BGMは初代・堂本剛版を手がけた見岳章が担当し、初代で使用した音楽も使用するなど、原点回帰を果たした作品となっている。2013年に単発ドラマ「香港九龍財宝殺人事件」、2014年に「獄門塾殺人事件」の2作品が放送された後、『金田一少年の事件簿N（neo）』のタイトルで連続ドラマが同年7月から9月にかけて放送された。
『N（neo）』では容疑者リストが復活されたが、第2シリーズとは演出が異なっている（第1話のオープニング+CM後に表示された容疑者リスト以外は、CM前に表示、死亡者が確定した場合は反転かつ写真が白黒になり「DEAD」の文字が表示されるなど）。
本作での不動高校の制服は、初代・堂本剛版のものと同じデザインの制服が使用されている。
美雪役の川口は、「香港九龍財宝殺人事件」では美雪役だけでなく、美雪にそっくりなファッションモデルの女性の役も演じており、初代のともさか以来となる一人二役での出演を経験している。
犯人が何らかの形で死を迎えるケースを原作としたエピソードが存在するが、二代目ドラマ版同様に死亡しない形に変更されている。

## 五代目（2022年）
2022年4月24日から毎週日曜22:30 - 23:25 に、日本テレビ系の「日曜ドラマ」枠で放送。連続ドラマとしての放送は8年ぶり、今作で5作目となる新シリーズである。また、歴代で唯一連続ドラマ版より前にSPドラマ版が制作されなかった。歴代で唯一英語表記のタイトル『THE FILES OF YOUNG KINDAICHI』も表記された。
本作品では民放公式動画配信サービスであるTVerや日本テレビ傘下の定額制動画配信サービスであるHuluに加えて、ウォルト・ディズニー・カンパニー傘下の定額制動画配信サービスであるDisney+でも日本国内とほぼ同時期に世界配信することを2022年3月10日にウォルト・ディズニー・ジャパンと日本テレビホールディングスが発表した。日本テレビ系列が制作した地上波連続ドラマを世界配信するのは本作品が初めてとなる。
美雪役の上白石萌歌は連続ドラマ第4シリーズ『金田一少年の事件簿N（neo）』第1話「銀幕の殺人鬼」にて別役で出演している。